# HMS Victorious (R38)
HMS Victorious (R38) là một tàu sân bay của Hải quân Hoàng gia Anh từng hoạt động trong Chiến tranh Thế giới thứ hai. Các hoạt động của nó trong những năm 1941 và 1942 bao gồm các chiến dịch nổi tiếng chống lại chiếc thiết giáp hạm Đức Bismarck, hộ tống nhiều đoàn tàu vận tải đến biển Bắc Cực và Chiến dịch Pedestal tăng viện cho đảo Malta; và trong năm 1943 từng được cho Hải quân Mỹ mượn trong một thời gian ngắn, phục vụ tại Mặt trận Tây Nam Thái Bình Dương dưới tên gọi USS Robin. HMS Victorious đã nhiều lần tham gia các cuộc tấn công chiếc thiết giáp hạm Đức Tirpitz. Việc loại trừ được mối nguy cơ từ phía Hải quân Đức Quốc xã đã cho phép bố trí nó đến Hạm đội Viễn Đông tại Colombo, và sau đó là Thái Bình Dương trong những hoạt động cuối cùng của cuộc chiến tranh chống lại Đế quốc Nhật Bản.
Sau chiến tranh, quãng đời phục vụ còn lại của nó xen kẽ những đợt được đưa về lực lượng dự bị và một đợt nâng cấp rộng rãi trong những năm 1950. Việc cắt giảm đáng kể lực lượng Hải quân Anh vào cuối những năm 1960 đã đặt dấu chấm hết cho lần phục vụ cuối cùng và chiếc tàu sân bay bị tháo dỡ vào năm 1969.

## Thiết kế và chế tạo
HMS Victorious là chiếc thứ hai trong tổng số bốn chiếc thuộc lớp Illustrious được đặt hàng trong Chương trình Hải quân 1936. Nó được đặt lườn tại xưởng tàu của hãng Vickers-Armstrong tại Newcastle-Upon-Tyne vào năm 1937 và được hạ thủy hai năm sau đó. Tuy nhiên việc đưa nó ra hoạt động bị chậm trễ, vì những công việc cuối cùng để hoàn tất nó bị kéo dài cho đến năm 1941, do nhu cầu tăng vọt của những chiếc tàu hộ tống để tham gia Trận chiến Đại Tây Dương.

## Lịch sử hoạt động

### Truy đuổiBismarck
Vào năm 1941, chỉ hai tuần sau khi được đưa vào hoạt động, nó thực hiện hoạt động tác chiến đầu tiên khi tham gia cuộc truy đuổi chiếc thiết giáp hạm Đức Bismarck tại Bắc Đại Tây Dương. Thoạt tiên được dự định nằm trong thành phần của lực lượng hộ tống cho đoàn tàu vận tải WS-8B đi đến Trung Đông, Victorious hầu như khó có thể góp phần vào việc truy đuổi chiếc Bismarck khi chỉ có một phần tư số máy bay theo biên chế được chất lên tàu. Di chuyển cùng thiết giáp hạm HMS King George V, tàu chiến-tuần dương Repulse và 4 tàu tuần dương hạng nhẹ, Victorious được vội vã bố trí để hỗ trợ việc săn đuổi chiếc tàu chiến Đức.
Vào ngày 24 tháng 5 năm 1941, Victorious tung ra chín máy bay ném bom-ngư lôi cánh kép Fairey Swordfish và hai máy bay tiêm kích Fulmar. Những chiếc Swordfish, dưới sự chỉ huy của Eugene Esmonde vốn có biệt danh là "Stringbag" vốn cũng là tên lóng của kiểu máy bay Swordfish, cất cánh trong hoàn cảnh thời tiết xấu và đối mặt cùng hỏa lực phòng không dày đặc bắn lên từ chiếc Bismarck. Kết quả chỉ có một quả ngư lôi duy nhất đánh trúng kém hiệu quả vào đai giáp của chiếc thiết giáp hạm. Không có chiếc máy bay nào bị bắn rơi trong trận đánh, nhưng những chiếc Fulmar bị cạn nhiên liệu trên đường quay trở về và phải đáp xuống biển, trong khi hệ thống vô tuyến dẫn đường của con tàu lại bị hỏng. Sau đó Victorious không còn tung ra cuộc tấn công nào khác trong cuộc săn đuổi; và máy bay của một tàu sân bay Anh khác, chiếc Ark Royal, đã góp công vào việc đánh chìm thiết giáp hạm Bismarck ba ngày sau đó. Sau trận đánh, Esmonde được tặng thưởng Huân chương Phục vụ Dũng cảm (DSO) do các hoạt động của mình.

### Các đoàn tàu vận tải và các hoạt động khác tại biển Bắc Cực
Vào đầu tháng 6 năm 1941, trong khi đang tham gia hộ tống đoàn tàu vận tải chở quân WS-8X, một chiếc Swordfish thuộc Phi đội Không lực Hải quân 825 trên chiếc Victorious đã phát hiện ra chiếc tàu tiếp liệu Đức Gonzenheim ở phía Bắc quần đảo Açores. Gonzenheim đã dự định hoạt động hỗ trợ tiếp liệu cho chiếc Bismarck, nhưng sau đó con tàu bị thủy thủ đoàn tự đánh đắm sau khi bị các tàu chiến Anh bao vây. Vào ngày 5 tháng 6, nó được phân đến Gibraltar, và cùng với chiếc tàu sân bay HMS Ark Royal và một lực lượng hộ tống, thực hiện nhiệm vụ vận chuyển máy bay Hawker Hurricane đến Malta nhằm giúp giảm nhẹ bớt áp lực của cuộc bao vây hòn đảo này như một phần của Chiến dịch Tracer. Victorious quay trở về căn cứ hải quân tại Scapa Flow cùng với các tù binh bắt được là thủy thủ đoàn của chiếc Gonzenheim.
Vào cuối tháng 7 năm 1941, tại khu vực biển Bắc Cực, nó hộ tống chiếc HMS Adventure đi đến cảng Murmansk thuộc Liên Xô với một lô hàng mìn, và vào ngày 31 tháng 7 tham gia cuộc Không kích Kirkenes và Petsamo, nơi nó bị thiệt hại mất mười ba máy bay.
Vào cuối tháng 8, Victorious bảo vệ cho chuyến đầu tiên của một loạt các đoàn tàu vận tải đi đến Arkhangelsk như một phần của Chiến dịch Dervish cùng một lực lượng các tàu tuần dương và tàu khu trục, rồi sau đó hộ tống cho lượt quay về trong chuyến đi của chiếc tàu sân bay HMS Argus chuyển giao máy bay tiêm kích Hurricane đến Murmansk trong Chiến dịch Strength. Vào đầu tháng 9, chiếc tàu sân bay tung ra những đợt không kích khác nhắm vào Tromsø (hai lần), Vestfjord cùng tàu bè ngoài khơi Bodø.
Những tin tức tình báo thu lượm được qua việc giải mã hệ thống Enigma cho thấy ý định đột kích vào Đại Tây Dương vào tháng 10 năm 1941 bởi chiếc thiết giáp hạm bỏ túi Đức Scheer cùng thiết giáp hạm Tirpitz; nên Victorious được bố trí hoạt động cùng Hạm đội Nhà để đánh chặn chúng; bao gồm một cuộc tuần tra tại eo biển Đan Mạch cùng với các thiết giáp hạm HMS King George V, USS Idaho và USS Mississippi cùng các tàu tuần dương USS Wichita and Tuscaloosa. Công việc này được tiếp diễn cho đến giữa tháng 11 khi Adolf Hitler hủy bỏ chiến dịch. Cần lưu ý là hoạt động phối hợp Anh-Mỹ này diễn ra trước khi có tình trạng chiến tranh chính thức giữa Hoa Kỳ v̀a Đức Quốc xã. Victorious tiếp tục hoạt động cùng Hạm đội Nhà cho đến tháng 3 năm 1942.
Illustrious quay trở lại nhiệm vụ hộ tống các đoàn tàu vận tải đi đến biển Bắc Cực trong tháng 3 và tháng 4 năm 1942 cùng với một lực lượng hạm đội mạnh mẽ, và đã bảo vệ các đoàn tàu PQ12, QP8, PQ13, QP9, PQ14 và QP10. Xen kẻ giữa các hoạt động này, nó còn thực hiện một dự định tấn công không thành nhắm vào thiết giáp hạm Tirpitz, bị thiệt hại hai máy bay. Từ cuối tháng 4 đến tháng 6, lực lượng hỗn hợp Anh-Mỹ (còn bao gồm USS Washington, Tuscaloosa và Wichita) hỗ trợ các đoàn tàu vận tải PQ16, QP12, PQ17 và QP13, rồi sau đó Victorious quay trở về Scapa Flow.
Các đoàn tàu vận tải đến Bắc Cực tạm thời bị trì hoãn sau thiệt hại nặng nề phải chịu đựng trong chuyến đi của đoàn tàu PQ17. Hai mươi ba tàu trong tổng số 36 chiếc đã bị đánh chìm sau khi đoàn tàu bị một lực lượng tàu nổi Đức tấn công, bao gồm Đô đốc Hipper, Lützow, Đô đốc Scheer và Tirpitz.

### Chiến dịch Pedestal
Việc tạm ngưng các đoàn tàu vận tải đi đến Bắc Cực cho phép Victorious tham gia vào "cơ hội cuối cùng" tiếp tế cho đảo Malta - Chiến dịch Pedestal. Đoàn tàu vận tải WS21S hướng đến Malta khởi hành rời Anh Quốc vào ngày 3 tháng 8 năm 1942, được hộ tống bởi Victorious cùng thiết giáp hạm HMS Nelson và các tàu tuần dương Nigeria, Kenya và Manchester. Những cuộc tập trận (Chiến dịch Berserk) được thực hiện cùng các tàu sân bay HMS Indomitable, Furious, Eagle và Argus nhằm cải thiện các kỹ thuật hoạt động.
Chiến dịch Pedestal được bắt đầu vào ngày 10 tháng 8 năm 1942, bao gồm một loạt các tàu chiến trong nhiều nhóm hoạt động phối hợp: hai thiết giáp hạm, bốn tàu sân bay, bảy tàu tuần dương và 32 tàu khu trục. Một số tàu sân bay chuyên chở máy bay đến tăng cường cho việc phòng thủ Malta và 14 tàu vận tải chuyên chở hàng tiếp liệu đến hòn đảo đang bị bao vây. Ngày 12 tháng 8 năm 1942, Victorious bị hư hại nhẹ do một cuộc tấn công bởi máy bay ném bom Ý. Tàu sân bay Eagle kém may mắn hơn; bị trúng ngư lôi bởi một tàu ngầm U-boat Đức trên đường quay trở về Gibraltar và bị đánh chìm. Nhưng cuối cùng, Pedestal là một chiến dịch thành công, khi các hàng tiếp liệu, trong đó có xăng dầu đang rất thiếu hụt, và máy bay Supermarine Spitfire được tăng viện cho phép Malta có thể đứng vững được, với cái giá thiệt hại là chín tàu buôn, một tàu sân bay, hai tàu tuần dương và một tàu khu trục bị đánh chìm.
Trong tháng 9 năm 1942, Victorious trải qua một đợt đại tu và tái trang bị, khi nó được trang bị thêm một phòng dẫn đường máy bay. Sau các chuyến đi thử máy, chiếc tàu sân bay lại sẵn sàng để tham gia cuộc đổ bộ lên Bắc Phi.

### Chiến dịch Torch
Vào tháng 11 năm 1942, Victorious tham gia Chiến dịch Torch, cuộc đổ bộ lớn của lực lượng Đồng Minh lên Bắc Phi, vốn bao gồm 196 tàu chiến của Hải quân Hoàng gia Anh và 105 chiếc của Hải quân Hoa Kỳ. Có khoảng 107.000 binh lính Đồng Minh được cho đổ bộ. Là một thành công quân sự, Chiến dịch Torch là bước khởi đầu của các cuộc tấn công sau này lên Sicilia, Ý và Pháp. Victorious đã hỗ trợ trên không cho cuộc đổ bộ, rồi sau đó thực hiện không kích xuống Algiers và Fort Duree. Bốn chiếc máy bay tiêm kích Martlet (Wildcat) của nó đã hạ cánh xuống sân bay Blida tiếp nhận sự đầu hàng tại đây.
Nó khởi hành quay về Scapa Flow vào ngày 18 tháng 11; và đang khi trên đường đi, những chiếc Fairey Albacore của nó thuộc Phi đội Không lực Hải quân 817 đã tấn công bằng mìn sâu vào chiếc tàu ngầm Đức U-517 tại vùng biển ngoài khơi mũi Finisterre. Cấu trúc của chiếc tàu ngầm bị hư hỏng nặng và nó phải tự đánh chìm, trong khi những người sống sót được chiếc HMS Opportune cứu vớt.

### USSRobin
Vào cuối tháng 12 năm 1942, Victorious được tạm thời cho Hải quân Hoa Kỳ mượn để bổ sung sự thiếu hụt tàu sân bay sẵn sàng hoạt động. Trong giai đoạn này, chiếc tàu sân bay không đổi tên mà chỉ được đặt tên mã là USS Robin trong mục đích thông tin liên lạc, tên được đặt dựa theo nhân vật "Robin Hood". Sau một đợt tái trang bị tại xưởng hải quân Norfork ở Hoa Kỳ vào tháng 1 năm 1943, Victorious đi băng qua kênh đào Panama để hoạt động cùng lực lượng Mỹ tại Thái Bình Dương.

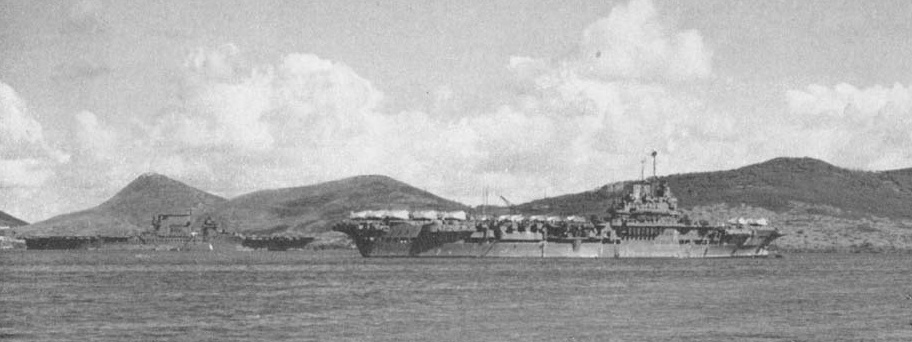
HMS Victorious và USS Saratoga tại Noumea, 1943.

Victorious đi đến Trân Châu Cảng vào tháng 3 năm 1943, và được trang bị để có thể hoạt động cùng các kiểu máy bay Mỹ Wildcat và Avenger cùng việc bổ sung thêm các vũ khí tự vệ tầm gần. Nó sẵn sàng để đưa ra hoạt động vào tháng 5, và khởi hành cùng với tàu sân bay USS Saratoga đi đến khu vực Tây Nam Thái Bình Dương. Vai trò của nó cùng với Đội Đặc nhiệm 36.3 là hỗ trợ các chiến dịch đổ bộ của quân Mỹ và bảo vệ chống lại các cuộc tấn công của tàu chiến Nhật. Hai chiếc tàu sân bay có các đội bay hỗn hợp Anh-Mỹ, và công việc yểm trợ trên không do Victorious đảm trách trong khi Saratoga tiến hành các cuộc tấn công. Đến tháng 8 năm 1943, Victorious và Saratoga hỗ trợ trên không cho lực lượng Đồng Minh trong cuộc đổ bộ bộ lên New Georgia (Chiến dịch Cartwheel). Sang tháng 9 năm 1943, Victorious quay trở về Scapa Flow, đi đến căn cứ hải quân tại đây vào giữa tháng 10.

### Tấn công chiếcTirpitz

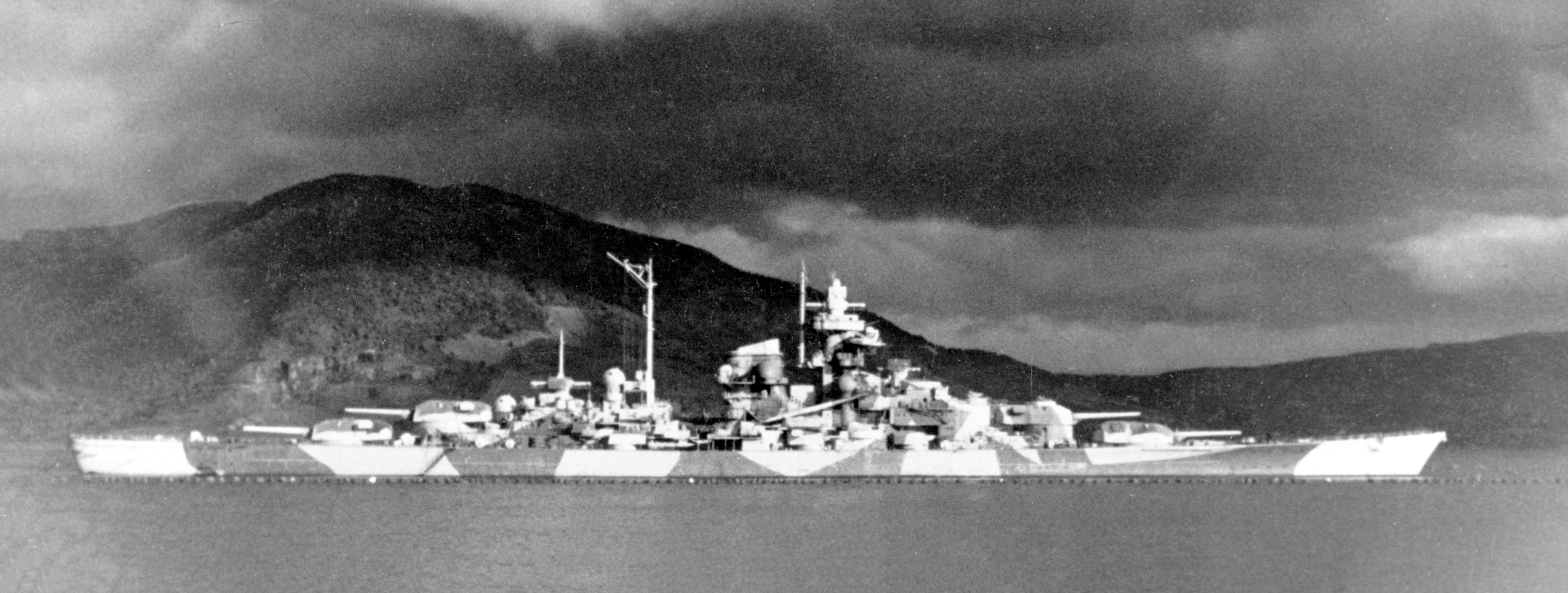
Thiết giáp hạm Đức Tirpitz.

Từ tháng 12 năm 1943 đến tháng 3 năm 1944, Illustrious trải qua một đợt nâng cấp tại Liverpool, nơi nó được trang bị một hệ thống radar kiểu mới. Đến cuối tháng 3, Victorious cùng với Anson và Duke of York hình thành nên Lực lượng 1 với nhiệm vụ hộ tống đoàn tàu vận tải JW58. Ngày 2 tháng 4 năm 1944, Lực lượng 1 được cho sáp nhập cùng Lực lượng 2, gồm các tàu sân bay HMS Emperor, Fencer, Furious, Pursuer và Searcher cùng nhiều tàu tuần dương và tàu khu trục, để tung ra cuộc tấn công mang tên Chiến dịch Tungsten nhắm vào chiếc thiết giáp hạm Đức Tirpitz tại Altafjord, Na Uy. Cuộc tấn công bao gồm hai đợt máy bay Fairey Barracuda, đã đánh trúng chiếc thiết giáp hạm Đức 14 lần cũng như bắn phá càn quét cấu trúc thượng tầng của nó. Cho dù các quả bom làm ngập và gây hư hại nặng cho cấu trúc thượng tầng, đại giáp của con tàu đã không bị ảnh hưởng. Dù sao, cuộc tấn công đã loại chiếc Tirpitz khỏi vòng chiến đấu trong một thời gian . Trong hoạt động này, Victorious trở thành chiếc tàu sân bay đầu tiên của Hải quân Hoàng gia Anh đưa ra sử dụng những chiếc máy bay tiêm kích F4U Corsair trong chiến đấu. Lực lượng đặc nhiệm quay trở về Scapa Flow ba ngày sau đó.
Trong tháng 4 và tháng 5, Victorious dự định tung ra ba đợt tấn công khác nhắm vào chiếc Tirpitz (các chiến dịch Planet, Brawn và Tiger Claw) nhưng chúng bị hủy bỏ do thời tiết xấu và được thay thế bằng các đợt không kích tàu bè đối phương. Vào ngày 30 tháng 5, một cuộc tấn công bằng ngư lôi cảm âm được chiếc tàu ngầm Đức U-957 thực hiện không thành công, và Victorious thực hiện thêm nhiều cuộc tấn công tàu bè khác ngoài khơi Na Uy trong Chiến dịch Lombard.

### Hạm đội Viễn Đông
Vào tháng 6 năm 1944, Victorious cùng với tàu sân bay HMS Indomitable rời vùng biển Anh Quốc để gia nhập Hạm đội Viễn Đông đặt căn cứ tại Colombo, Ceylon (ngày nay là Sri Lanka), và nó đến nơi vào ngày 5 tháng 7. Hạm đội Viễn Đông, sau một thời gian im hơi lặng tiếng, tự giới hạn hoạt động trong các nhiệm vụ bảo vệ tàu buôn, giờ đây được tăng cường đáng kể bởi các tàu chiến đến từ Đại Tây Dương và Địa Trung Hải, bắt đầu chuẩn bị cho hoạt động tấn công vào lực lượng Nhật Bản.
Sau một giai đoạn chuẩn bị ngắn, Victorious tham gia một loạt các cuộc không kích vào các căn cứ Nhật Bản. Bắt đầu bằng chiến dịch Crimson vào ngày 25 tháng 7, nó cùng với tàu sân bay HMS Illustrious tiến hành không kích các sân bay gần Sabang, Sumatra. Vào cuối tháng 8, nó hỗ trợ trên không cho các tàu chiến của Hạm đội Viễn Đông tiến hành các chiến dịch tìm kiếm-giải cứu trên biển cho các máy bay Lục quân Mỹ trong các cuộc không kích nhắm vào Sumatra trong Chiến dịch Boomerang. Ngày 29 tháng 8, cùng với các tàu sân bay HMS Illustrious và Indomitable và được hộ tống bởi HMS Howe, Victorious tiến hành không kích xuống Padang, Indaroeng và Emmahaven (Chiến dịch Banquet). Sau một giai đoạn nghỉ ngơi ngắn, ngày 18 tháng 9, Victorious và Indomitable tấn công các nhà ga đường sắt tại Sigli, Sumatra; rồi tiếp nối bằng nhiệm vụ trinh sát-hình ảnh trên quần đảo Nicobar (chiến dịch Light). Chính trong hoạt động này đã xảy ra sự kiện bắn nhầm vào tàu ngầm HMS Spirit, nhưng may mắn là đã không có tổn thất về nhân mạng.
Vào cuối tháng 9, Victorious lưu lại một thời gian ngắn tại Bombay để sửa chữa hệ thống bánh lái, một vấn đề bắt đầu nảy sinh từ sau Chiến dịch Light. Nó lại gia nhập Hạm đội Viễn Đông vào ngày 6 tháng 10. Chiến dịch tiếp theo sau mang tên Millet là hoạt động cuối cùng của chiếc tàu sân bay cùng Hạm đội Viễn Đông. Ngày 17 tháng 10, cùng với chiếc HMS Indomitable và được chiếc HMS Renown hộ tống, nó tung ra các đợt tấn công xuống quần đảo Nicobar và cảng Nancowry. Sự chống trả của máy bay đối phương đã làm mất bốn máy bay và gây hư hại cho năm chiếc khác. Đầu tháng 11, Victorious lại phải quay về Bombay để sửa chữa bánh lái một lần nữa; những vấn đề phát sinh trong chiến dịch Millet.

### Hạm đội Thái Bình Dương
Hạm đội Thái Bình Dương được hình thành tại Trincomalee vào ngày 22 tháng 11 năm 1944 từ các đơn vị của Hạm đội Viễn Đông, và Victorious được chuyển sang hạm đội mới. Từ tháng 11 năm 1944 đến tháng 1 năm 1945, đơn vị mới này vẫn ở lại vùng biển Ấn Độ Dương, tiến hành huấn luyện và rút tỉa những kinh nghiệm cần thiết cho sự phối hợp hoạt động cùng hải quân Hoa Kỳ. Tuy nhiên, Victorious còn phải trải qua sửa chữa tại Bombay cho đến tháng 1 năm 1945, nên đã bỏ lỡ cơ hội tham gia không kích các cơ sở lọc dầu tại Pangkalan Brandan trong Chiến dịch Robson.
Vào đầu tháng 1 năm 1945, chiếc tàu sân bay sẵn sàng tham gia Chiến dịch Lentil, cùng với các tàu sân bay HMS Indomitable và Implacable lặp lại cuộc không kích vào các nhà máy lọc dầu tại Pangkalan Brandan. Nó còn tiếp tục các cuộc không kích vào các cơ sở dầu mỏ và hải cảng Nhật Bản tại Sumatra vào ngày 16 tháng 1. Đến cuối tháng 1, Hạm đội Thái Bình Dương Anh Quốc cuối cùng cũng rời Ceylon lên đường hướng đến căn cứ mới tại Sydney. Chuyến đi bị ngắt quãng bởi một loạt các cuộc không kích thực hiện vào ngày 24 tháng 1 nhắm vào Pladjoe và Manna tại Tây Nam Sumatra (Chiến dịch Meridian 1) mà chỉ gặp phải sự kháng cự yếu ớt của máy bay Nhật; rồi được tiếp nối bằng cuộc không kích không thành vào ngày 29 tháng 1 vào các cơ sở lọc dầu tại Soengi-Gerong (Chiến dịch Meridian 2). Lần này, quân Nhật tìm cách không kích vào hạm đội Anh, nhưng đều bị đẩy lui. Tổng số máy bay bị mất trên tất cả các tàu sân bay là 16 máy bay bị mất trong chiến đấu, và thêm 25 chiếc khác bị mất do rơi xuống biển hay do hạ cánh. Chín phi công thuộc Không lực Hạm đội bị quân Nhật bắt được và đều bị giết vào tháng 4 năm 1945.

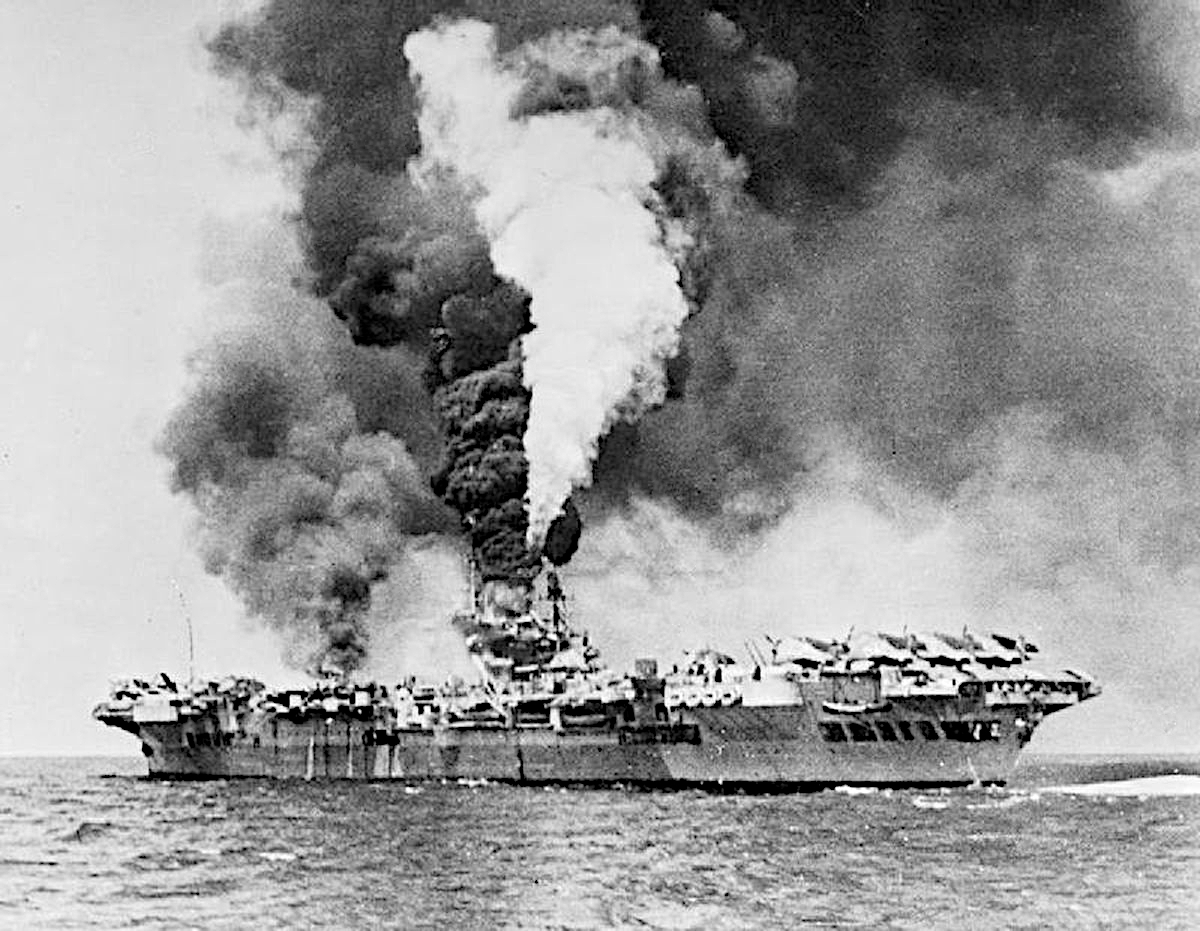
HMS Victorious bốc cháy sau khi bị ba máy bay kamikaze đánh trúng ngoài khơi Okinawa, ngày 9 tháng 5 năm 1945

Vào đầu tháng 2 năm 1945, Victorious gia nhập Lực lượng Đặc nhiệm 113 tại Sydney nhằm chuẩn bị để hoạt động cùng Đệ Ngũ hạm đội Hoa Kỳ. Đến cuối tháng, Lực lượng Đặc nhiệm 113 rời Sydney di chuyển đến căn cứ tiền phương tại đảo Manus, về phía Bắc New Guinea, rồi tiếp tục gia nhập Hạm đội 5 tại Ulithi vào ngày 25 tháng 3 trong thành phần Lực lượng Đặc nhiệm 57, hỗ trợ cho cuộc đổ bộ lên Okinawa. Nhiệm vụ được giao cho lực lượng Anh là vô hiệu hóa các sân bay tại Sakishima Gunto. Từ cuối tháng 3 đến ngày 25 tháng 5, các tàu sân bay Anh Victorious, Illustrious (sau này được thay thế bởi chiếc Formidable), Indefatigable và Indomitable hình thành nên Hải đội Tàu sân bay 1 dưới quyền chỉ huy của Philip Vian, và chúng đã tham gia không kích các sân bay trên quần đảo Sakishima (Chiến dịch Iceberg I và Iceberg II) và tại Đài Loan (Chiến dịch Iceberg Oolong).
Các tàu sân bay Anh bị máy bay tấn công cảm tử kamikaze tấn công, và Victorious bị đánh trúng vào các ngày 4 và 9 tháng 5 cùng một lần suýt trúng vào ngày 1 tháng 4, nhưng lớp sàn đáp được bọc thép đã chịu đựng được cú va chạm. Chiếc tàu sân bay vẫn ở lại vị trí chiến đấu và đưa trở lại hoạt động chỉ vài giờ sau đó, bất chấp những hư hại gây ra cho thang nâng máy bay và ống dẫn hơi nước trên cấu trúc thượng tầng của nó. Ba người đã thiệt mạng cùng 19 người khác trong thủy thủ đoàn bị thương.
Cuối tháng 5 năm 1945, Hạm đội Thái Bình Dương Anh Quốc rút lui về Sydney và Manus để được tái trang bị, và trong trường hợp của Victorious, Formidable và Indefatigable, được sửa chữa các hư hỏng trong chiến đấu. Hạm đội Anh lại gặp gỡ Đệ Tam hạm đội Hoa Kỳ vào ngày 16 tháng 7, và đã sáp nhập một cách hiệu quả vào trong cấu trúc của lực lượng Mỹ như một phần của Lực lượng Đặc nhiệm 38, nhằm mục đích áp chế sự kháng cự ngay trên các hòn đảo chính quốc Nhật Bản.
Trong nữa sau của tháng 7, máy bay của Victorious tham gia một loạt các cuộc tấn công vào tàu bè, phương tiện vận chuyển và sân bay Nhật trên đảo Honshu và chung quanh vùng biển nội địa Nhật Bản. Đáng chú ý là trong một cuộc tấn công vào tháng 7, máy bay của Phi đội Không lực Hải quân 849 của Victorious đã tìm thấy chiếc tàu sân bay hộ tống Nhật Bản Kaiyo tại vịnh Beppu, Kyūshū và tấn công nó, gây hư hại nghiêm trọng và loại nó khỏi vòng chiến cho đến khi chiến tranh kết thúc. Đây là một sự kiện khá hiếm hoi, vì máy bay Anh Quốc không được giao các nhiệm vụ tác chiến tại các căn cứ chủ lực của hải quân Nhật Bản. Người Mỹ, vì những lý do chính trị, đã giữ lại những mục tiêu này cho chính họ.
Hai quả bom nguyên tử được thả xuống Hiroshima và Nagasaki vào các ngày 6 và 9 tháng 8 tương ứng đã thúc đẩy việc Nhật Bản chấp nhận đầu hàng không điều kiện vào ngày 15 tháng 8. Vào lúc đầu hàng, kết cuộc của chiến tranh hầu như đã rõ ràng và Victorious vào ngày 12 tháng 8 cùng với Lực lượng Đặc nhiệm 37 đã quay về Manus rồi đi đến Sydney. Việc cho rút lui có vẽ quá sớm này thực ra là trì hoãn một chuyến đi dự định thực hiện vào ngày 10 tháng 8, chuẩn bị cho tấn công vào các đảo chính quốc Nhật Bản (chiến dịch Olympic). Tư lệnh Hạm đội Thái Bình Dương Anh Quốc đã đồng ý ở lại hoạt động thêm một ngày, nhưng không thể trì hoãn thêm nữa do sự cạn kiệt nhiên liệu đã đến mức báo động. Thêm vào đó, những hỏng hóc về bánh lái xảy ra cho Victorious tại Ấn Độ Dương vào cuối năm 1944 được tin là vẫn ảnh hưởng đến hoạt động của chiếc tàu sân bay.
Ngày 31 tháng 8, thủy thủ đoàn của chiếc Victorious đã tham gia cuộc Duyệt binh Chiến thắng tại Sydney.

### Sau chiến tranh

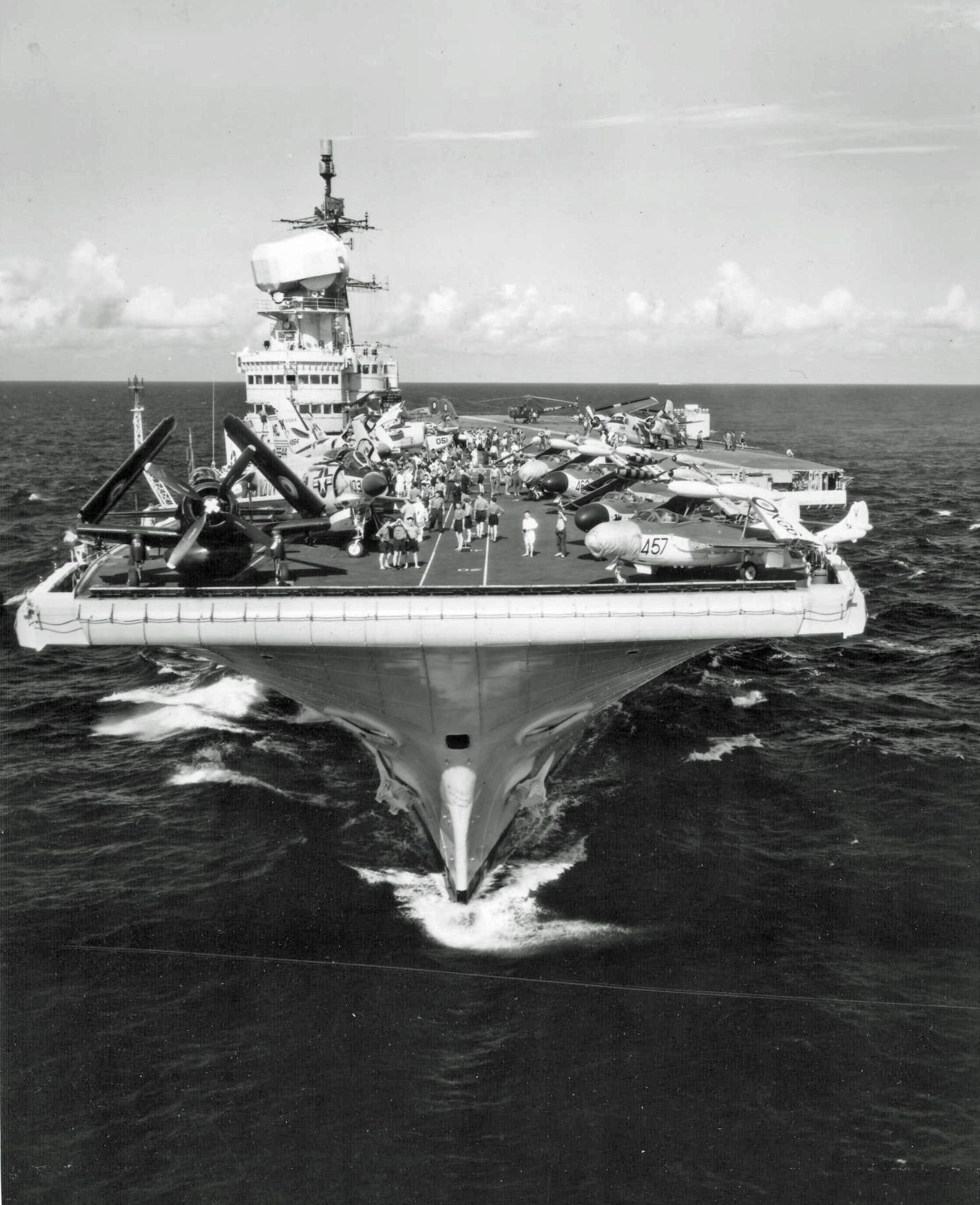
HMS Victorious vào năm 1959 với những máy bay của Hải quân Mỹ đậu trên sàn đáp.

Victorious rời Australia vào tháng 9 năm 1945, về đến Anh Quốc vào ngày 27 tháng 10 và sau đó thực hiện ba chuyến đi nhằm hồi hương các cựu quân nhân và gia đình đã phục vụ tại Australia và Viễn Đông. Vào mùa Đông năm 1946- 1947, những thử nghiệm trên sàn đáp đầu tiên của kiểu máy bay Hawker Sea Fury (Mark 10), phiên bản dành cho hải quân, đã được thực hiện trên Victorious, dẫn đến việc chấp thuận cho hoạt động của chúng trên tàu sân vào đầu năm 1947.
Chiếc tàu sân bay được đưa về lực lượng dự bị vào tháng 10 năm 1947, và sau đó gia nhập Hải đội Huấn luyện của Hạm đội Nhà Anh Quốc vào năm 1948. Con tàu được tái cấu trúc rộng rãi và hiện đại hóa tại Portsmouth từ năm 1950 đến năm 1957. Công việc này kéo dài trên tám năm do thiết kế thường xuyên bị thay đổi cho phù hợp với những kỹ thuật mới được áp dụng. Thân tàu được mở rộng, sâu hơn và dài hơn; động cơ được thay thế bằng kiểu nồi hơi Foster-Wheeler; chiều cao của sàn chứa máy bay được nâng cao; kiểu pháo mới 76 mm (3 inch) được trang bị; và một sàn đáp chéo góc được bổ sung. Hệ thống radar của nó cũng được thay đổi đáng kể để bao gồm các thiết bị mới nhất.
Victorious được cho tái hoạt động cùng Hạm đội Nhà vào ngày 14 tháng 1 năm 1958, rồi sau đó được cho chuyển sang Hạm đội Viễn Đông, và tiếp tục phục vụ cho đến năm 1967. Victorious từng tham gia Chiến dịch Vantage hỗ trợ cho Kuwait vào năm 1961, và vào năm 1964 đã thực hiện các hoạt động hỗ trợ cho Malaysia, một quốc gia vừa mới độc lập, chống lại sự xâm chiếm lãnh thổ của nước láng giềng Indonesia.

## Kết thúc

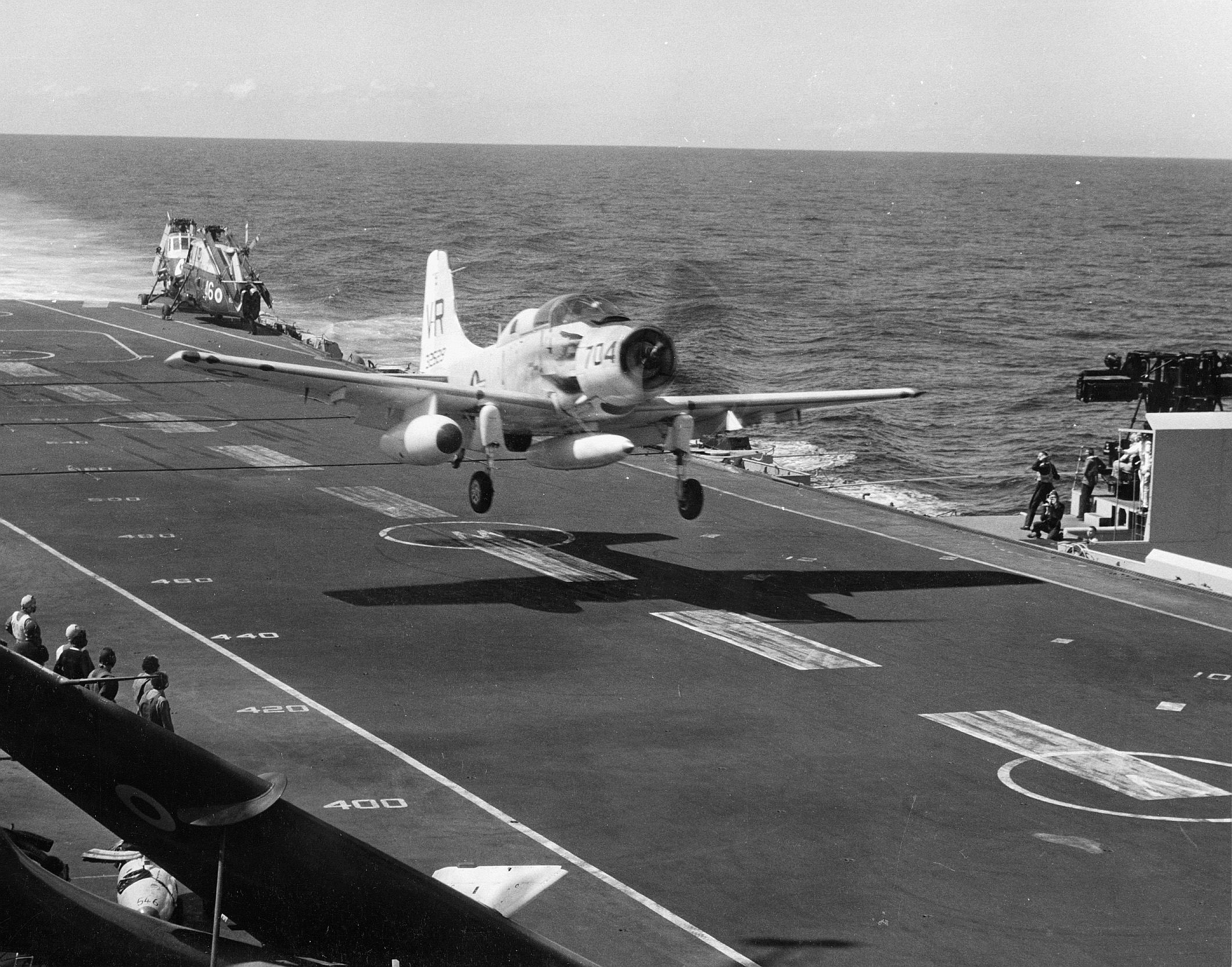
Một máy bay EA-1F Hải quân Mỹ thực hiện một cú chạm-rồi-bay trên HMS Victorious vào năm 1963

Vào năm 1968, không lâu trước khi được cho tái hoạt động sau một đợt đại tu, một đám cháy nhỏ đã xảy ra tại phòng ăn của hạ sĩ quan, khiến một người thiệt mạng và hai người bị thương, vốn đã được nhanh chóng dập tắt, và con tàu quay trở lại hoạt động bình thường vào ngày hôm sau. Tuy nhiên, sự kiện này lại trùng khớp với việc cắt giảm ngân sách quốc phòng, và cùng với một quyết định vào năm 1966 sẽ loại bỏ máy bay cánh cố định khỏi Không lực Hải quân, đã đưa đến quyết định, với thời gian báo trước ngắn ngủi, sẽ không đưa chiếc Victorious trở lại hoạt động. Thuyền trưởng của con tàu được thông báo về quyết định này chỉ một ngày trước buổi lễ được dự tính tổ chức nhằm chào mừng sự hoạt động trở lại của con tàu. Dù sao buổi lễ này vẫn được thủy thủ đoàn của con tàu thực hiện. Nó được cho ngừng hoạt động vào năm 1968 và đưa vào danh sách loại bỏ vào năm 1969. Nó được bán trong năm đó cho British Shipbreakers và được kéo đến Căn cứ Hải quân Faslane vào ngày 13 tháng 7 năm 1969, nơi nó được tháo dỡ.